# 骨寺村荘園遺跡
骨寺村荘園遺跡（ほねでらむらしょうえんいせき）は、岩手県一関市厳美町本寺地域に位置する遺跡である。中尊寺に伝わる、国の重要文化財に指定された2葉の中世荘園絵図に描かれた村落景観が現存する。2005年（平成17年）に国の史跡に指定された。また、史跡指定区域を包括する伝統的な村落景観が一関本寺の農村景観（いちのせきほんでらののうそんけいかん）として、2006年（平成18年）に重要文化的景観に選定された。

## 概要
「骨寺村」は、平泉の西方約15キロメートル、磐井川沿いの小盆地に所在しており、中尊寺経蔵別当の所領であった荘園である。
骨寺村荘園遺跡は、『陸奥国骨寺村絵図』（むつのくにほんでらむらえず）の｢骨寺村在家絵図｣と｢骨寺村差図｣に描かれた景観が鎌倉時代当時のまま現存する遺跡として知られる。中世の村落景観を具体的に描いた貴重な絵図と文書が中尊寺に伝来するとともに、絵図に描かれた寺院や神社、岩屋などの施設が今日まで伝えられている。
中世奥羽地方の村落の様相を伝える数少ない考古資料であり、中尊寺を支えた荘園の詳細を知る上でも学術上きわめて重要な遺跡である。さらに、大規模な開発行為がなされず、周囲の地形や環境、景観がいずれもきわめて良好に保存されており、絵図の世界を現地で実際にうかがうことのできる稀少な遺跡であることから、2005年（平成17年）3月2日、国の史跡に指定され、荘園遺跡を構成する山王窟、不動窟、白山社、駒形根神社、伝ミタケ堂跡、若神子社、慈恵塚、大師堂、梅木田遺跡、遠西遺跡、要害館跡について保護が図られることとなった。現在、管理団体である一関市を中心に、遺跡保存と活用の取り組みが進められている。

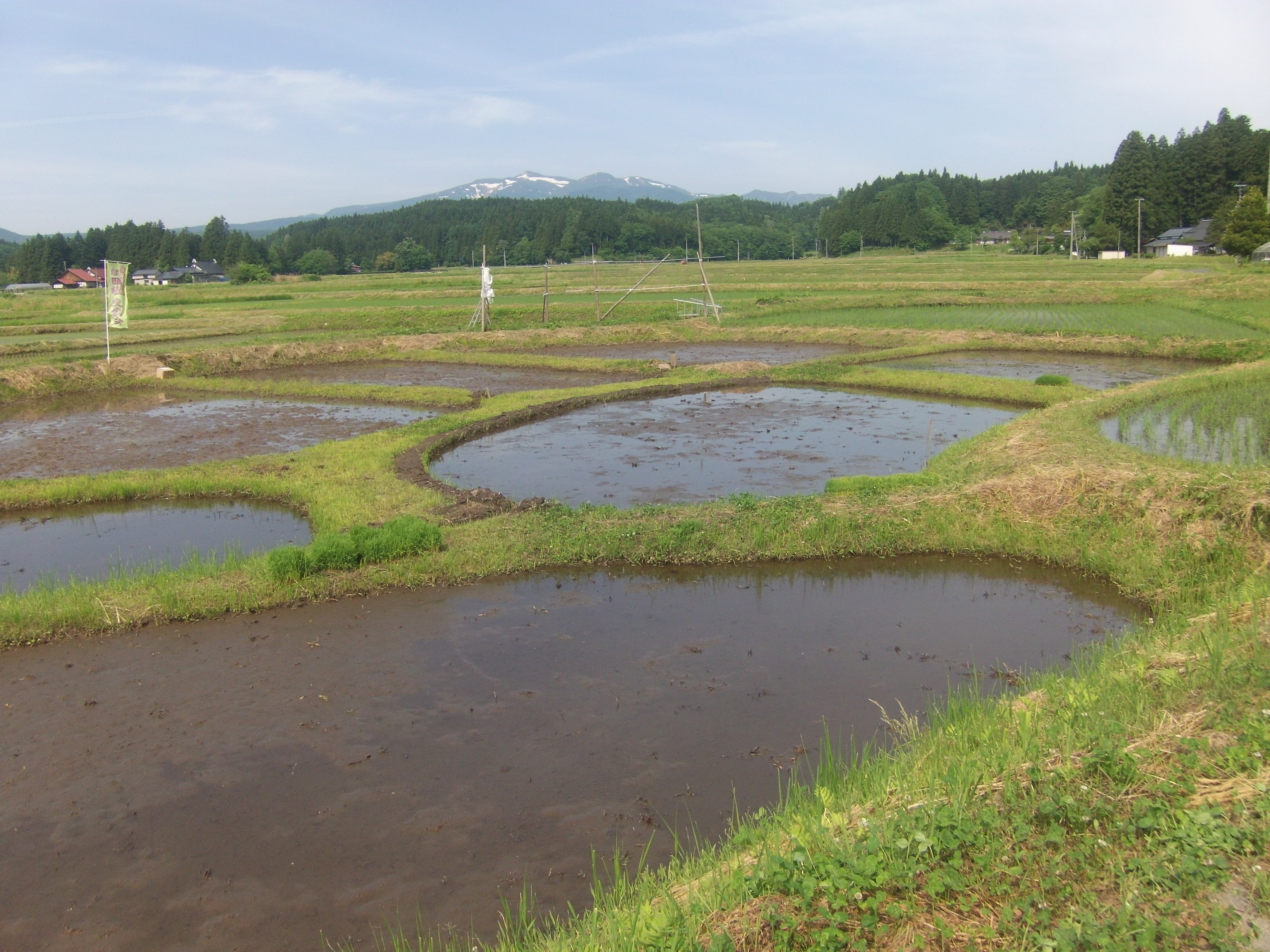
中世から変わらない不整形の畦
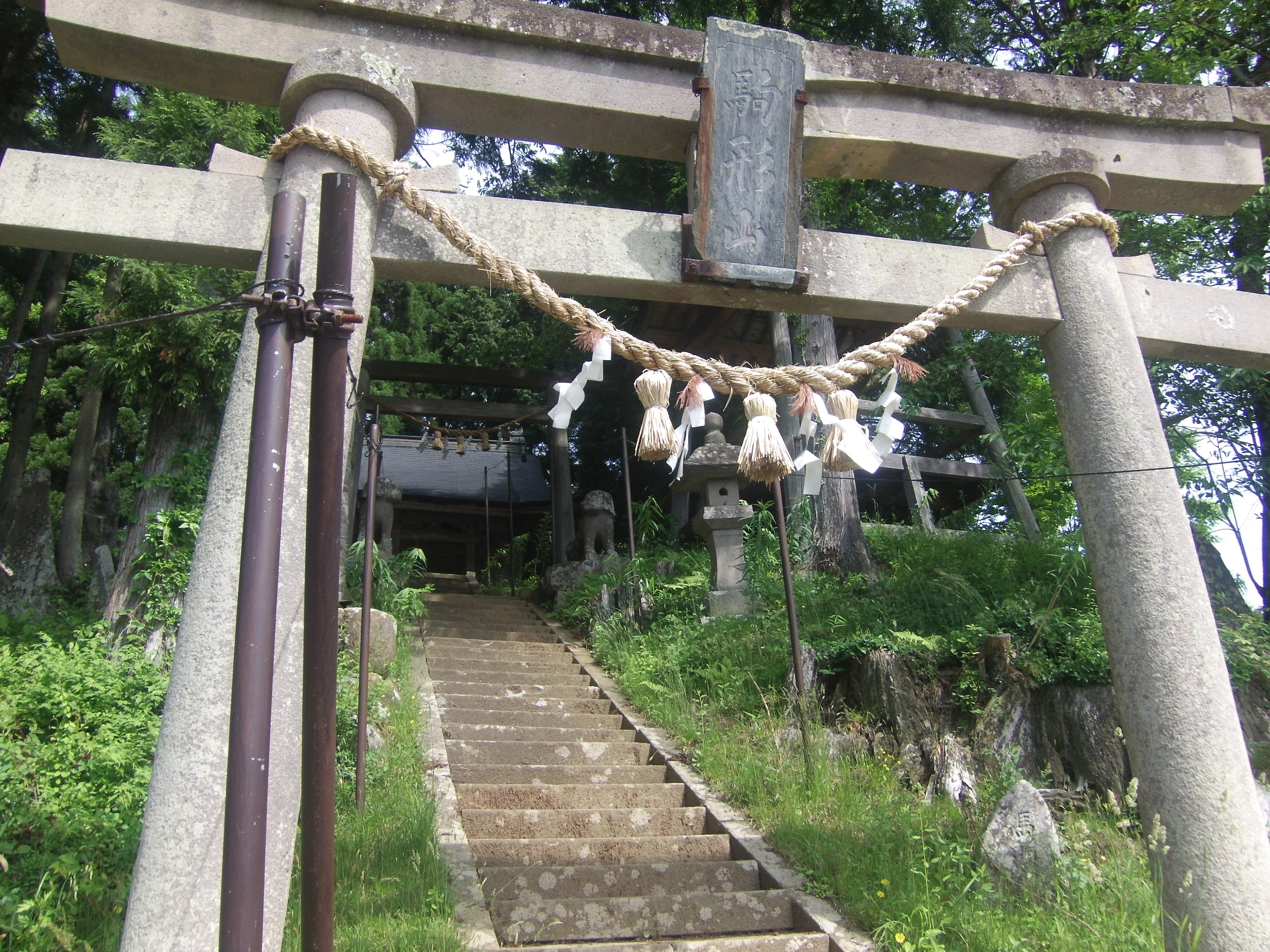
釣鐘堂を併設する駒形根神社
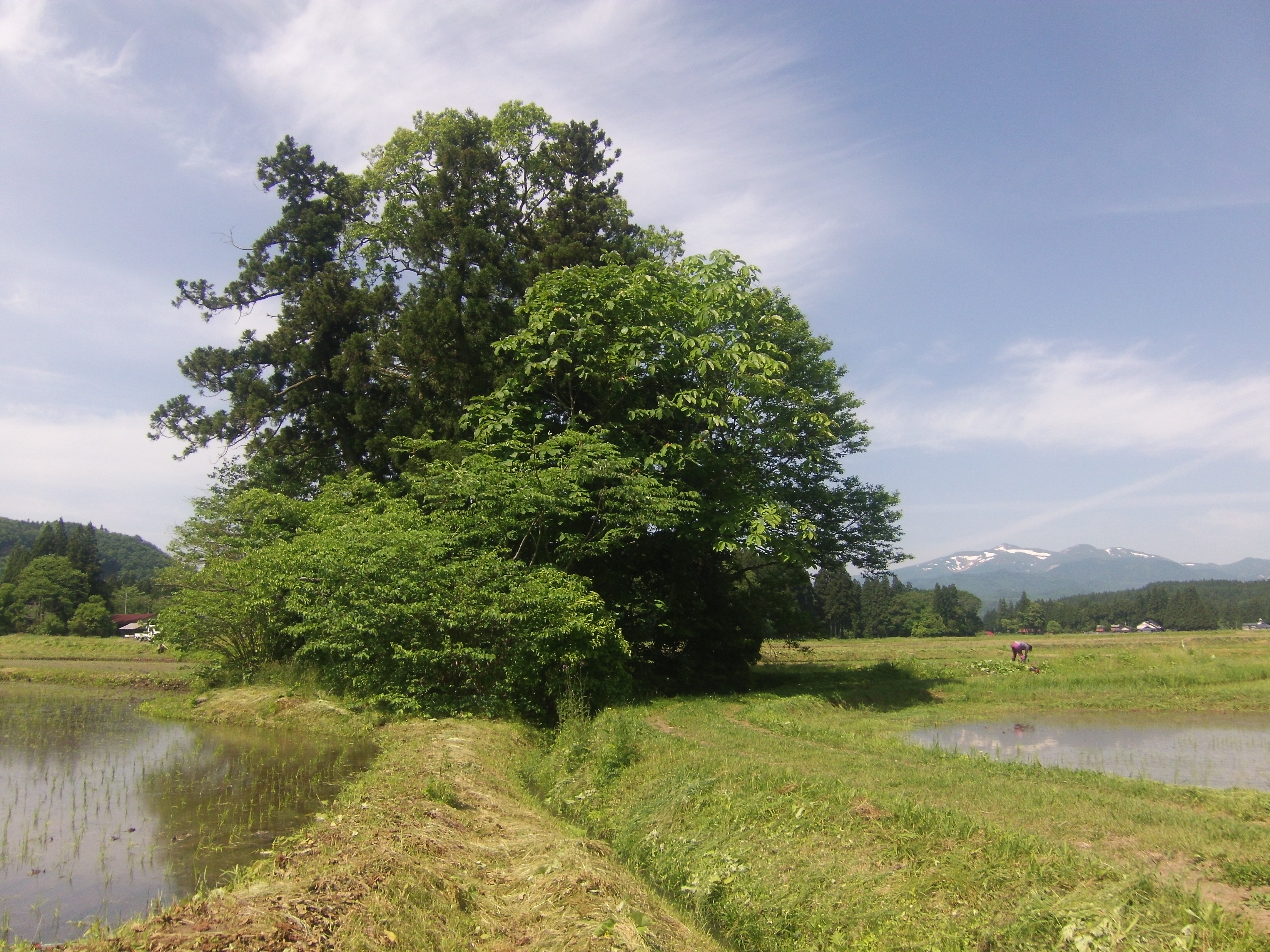
田の中に佇む若神子社
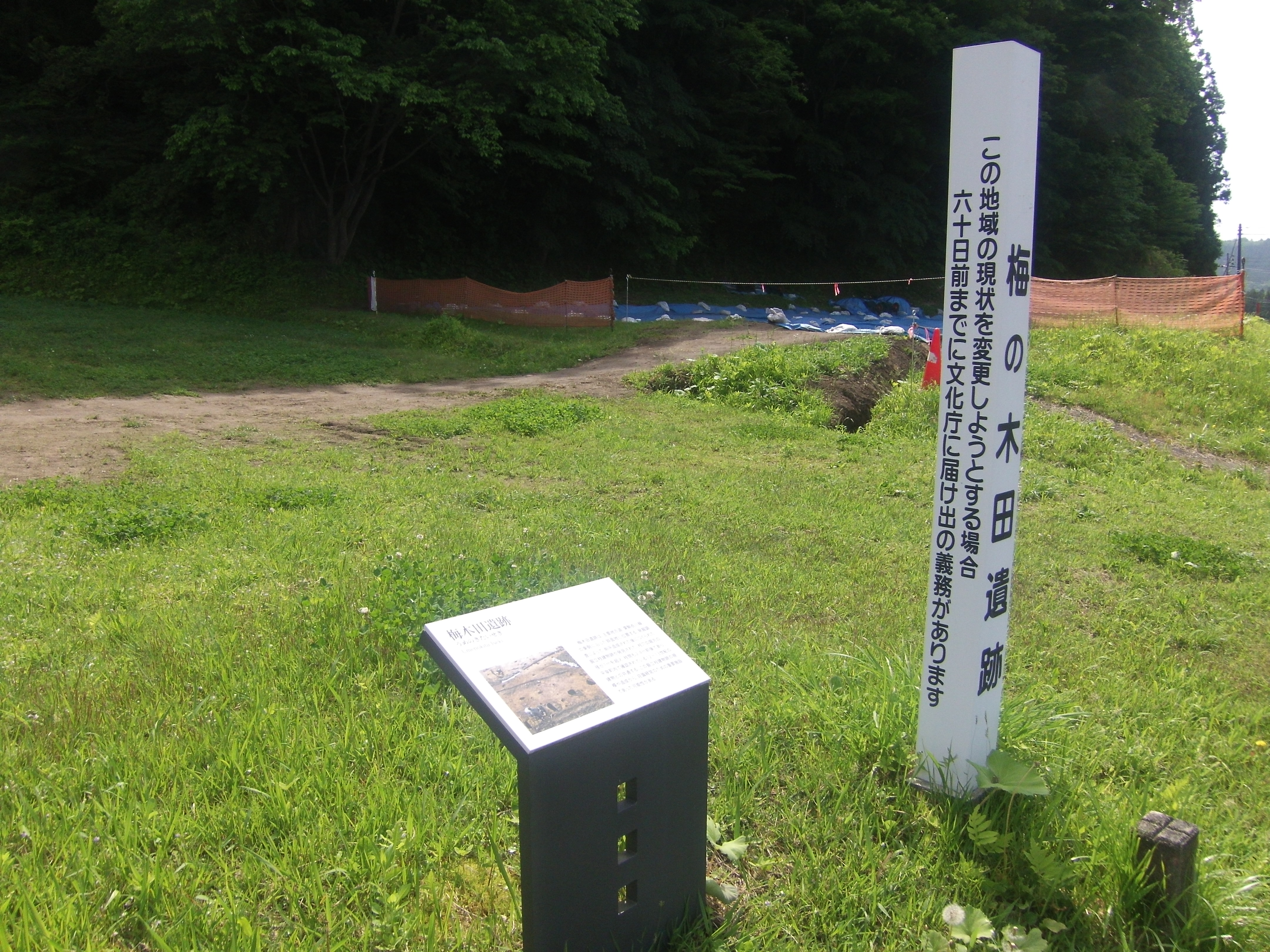
発掘調査中の梅木田遺跡 （梅ノ木屋敷跡）

## 世界遺産登録に向けた取り組み
2001年（平成13年）に世界遺産登録の前提となる暫定リストに「平泉-浄土思想を基調とする文化的景観」の一部として記載された。2008年（平成20年）の第32回世界遺産委員会の審議では、登録延期が決定した。登録は結局見送られたものの、文化庁・岩手県では、2009年（平成21年）に骨寺村荘園遺跡を含む4資産を除外して、2010年（平成22年）にユネスコへ再度、申請をした。2011年（平成23年）5月に国際記念物遺跡会議が、世界遺産への登録を勧告したため、同年6月に「平泉―仏国土（浄土）を表す建築・庭園及び考古学的遺跡群―」として世界遺産に登録された。
2012年（平成24年）、柳之御所遺跡・達谷窟（平泉町）、白鳥舘遺跡・長者ヶ原廃寺跡（奥州市）と共に再び暫定リストに記載された。